# Peder Ericksson Holm
Peder Ericksson Holm (Petrus Erici), Gothus, född 1579 i Styrestads socken, död 6 mars 1639 i Skänninge, Östergötlands län, var en svensk kyrkoherde och kontraktsprost i Skänninge församling. Han är stamfader till den adliga ätten Rosenholm. Holm kallades även Stora prästen.

## Biografi
Peder Ericksson Holm föddes 1579 i Styrestads socken. Han var son till kyrkoherden Ericus Holm och Anna Pedersdotter. Holm blev student 1601 i Uppsala och prästvigdes 1603. Samma år blev han även kollega i Vadstena och 1604 reste han utomlands. 1608 blev Holm konrektor i Söderköping och 1609 utsågs han till rektor i Vadstena. 1613 blev han kyrkoherde i Skänninge församling och 1619 kontraktsprost i Göstrings kontrakt. Han avled 6 mars 1639 i Skänninge.

### Familj
Holm gifte sig 1611 med Ingeborg Jonsdotter (död 1654). Hon hade tidigare varit gift med slottskamreren Hieronymus Nilsson i Vadstena. Peder Holm och Ingeborg Jonsdotter fick tillsammans barnen assessorn Erik Rosenholm (1613–1672) i Stockholm, Anna Holm (1617–1647) som var gift med borgmästaren Lars Nordanväder i Skänninge, kornetten Hieronymus Holm och Margareta Holm som var gift med stadsskrivaren Lars Persson Wallner i Vadstena.